# Dennis Ruyer (radioprogramma)
Dennis Ruyer was een radioprogramma op de Nederlandse zender Radio 538 dat werd gepresenteerd door Dennis Ruyer. Het programma werd 's avonds uitgezonden van maandag t/m donderdag tussen 19.00 en 21.00 uur.
Het programma werd voorheen uitgezonden tussen 14.00 en 16.00 uur. Op 4 oktober werd de programmering echter omgegooid en werden deze uren overgenomen door Jeroen Nieuwenhuize. Hierdoor werd Dennis Ruyer geplaatst in de avond op de oude plek van Barry Paf. Barry werd in de late avond geplaatst tussen 21.00 en 00.00 uur en hij verving Mark Labrand die tijdelijk de avondshow van Frank Dane overnam die de overstap maakte naar 3FM.
Tussen maart en mei 2010 werd het programma gepresenteerd door Niek van der Bruggen omdat Dennis Ruyer de middagshow overnam van Lindo Duvall. Dennis wilde echter niet in de middag dus werd deze overgenomen door Frank Dane, hierdoor keerde Dennis weer terug op zijn oude plek.
Van 30 juli t/m 3 augustus 2012 presenteerde Barry Paf en van 6 t/m 9 augustus 2012 presenteerde Edwin Noorlander dit programma in plaats van Dennis Ruyer. Dit omdat Ruyer samen met Tim Klijn het programma Evers staat op ging presenteren en dat Edwin Evers en zijn team op een latere tijdstip gingen presenteren, vanwege de Olympische Spelen.
Van 13 t/m 23 augustus 2012 presenteerde Jeroen Nieuwenhuize dit programma, omdat Dennis Ruyer op vakantie is.
Op 21 augustus 2012 werd bekendgemaakt dat er een nieuwe programmering kwam voor Radio 538. Frank Dane nam dit tijdstip over van Dennis Ruyer. Ruyer presenteerde zelf van maandag t/m vrijdag met Greatest Hits in de ochtend. Jens Timmermans presenteerde alleen op de zondag met D'r uit!. Op 3 september 2012 presenteerde Frank Dane met Dane Doet 't op deze tijdstip.

## Vaste onderdelen

### Maak 't of Kraak 't
Hierin werd de populariteit van een nieuwe single getest. Luisteraars konden beoordelen of een nieuwe single vaker moest worden gedraaid of juist niet. Dit was echter puur voor de populariteit van de single op dat radiostation en had geen grote invloed op de airplay of verkoop van de plaat. Het onderdeel bestond al sinds eind jaren 1990.
Na het beluisteren van de plaat kon de luisteraar door te stemmen bepalen of een nummer vaker of voorlopig niet meer 's avonds op Radio 538 zou worden gedraaid. Maken stond voor vaker draaien, Kraken voor het omgekeerde. Dit "vaker draaien" betekende voor de meeste platen echter slechts een paar keer draaien. Reageren voor het onderdeel kon via telefoon (bellen of sms), e-mail en Twitter. De stemmen werden vervolgens geteld en de single werd met een bepaald percentage gemaakt of gekraakt.

### Top 40 Classic
Hierin stuurde een luisteraar een nummer in dat in de Top 40 heeft gestaan. Ook moest de luisteraar een verklaring geven waarom hij of zij graag wou luisteren. Het onderdeel vond elke dag plaats.